# San Marino az 1988. évi nyári olimpiai játékokon
San Marino a dél-koreai Szöulban megrendezett 1988. évi nyári olimpiai játékok egyik részt vevő nemzete volt. Az országot az olimpián 6 sportágban 11 sportoló képviselte, akik érmet nem szereztek.

## Atlétika
Férfi
| Versenyző       | Versenyszám | Előfutam | Előfutam | Előfutam | Negyeddöntő | Negyeddöntő | Negyeddöntő | Elődöntő | Elődöntő | Elődöntő | Döntő   | Döntő    |
| Versenyző       | Versenyszám | Idő      | Hely.    | Össz.    | Idő         | Hely.       | Össz.       | Idő      | Hely.    | Össz.    | Idő     | Helyezés |
| --------------- | ----------- | -------- | -------- | -------- | ----------- | ----------- | ----------- | -------- | -------- | -------- | ------- | -------- |
| Dominique Canti | 100 m       | 11,11    | 7.       | 88.      | kiesett     | kiesett     | kiesett     | kiesett  | kiesett  | kiesett  | kiesett | kiesett  |
| Manlio Molinari | 800 m       | 1:52,35  | 7.       | 54.      | kiesett     | kiesett     | kiesett     | kiesett  | kiesett  | kiesett  | kiesett | kiesett  |

## Cselgáncs
| Versenyző        | Versenyszám | Csoport | Selejtező                         | 32-es főtábla                      | Nyolcaddöntő      | Negyeddöntő       | Elődöntő          | Vigaszág nyolcaddöntő | Vigaszág negyeddöntő | Vigaszág elődöntő | Bronz- mérkőzés   | Döntő             | Helyezés |
| Versenyző        | Versenyszám | Csoport | Ellenfél Eredmény                 | Ellenfél Eredmény                  | Ellenfél Eredmény | Ellenfél Eredmény | Ellenfél Eredmény | Ellenfél Eredmény     | Ellenfél Eredmény    | Ellenfél Eredmény | Ellenfél Eredmény | Ellenfél Eredmény | Helyezés |
| ---------------- | ----------- | ------- | --------------------------------- | ---------------------------------- | ----------------- | ----------------- | ----------------- | --------------------- | -------------------- | ----------------- | ----------------- | ----------------- | -------- |
| Alberto Francini | Légsúly     | A       | Mohamed Kohsrof (YAR) · 0200–0000 | Guno Berenstein (NED) · 0000–1010  | kiesett           | kiesett           | kiesett           |                       |                      |                   |                   |                   | 20.      |
| Leo Sarti        | Harmatsúly  | A       | erőnyerő                          | Vicente Céspedes (PAR) · 0001–0211 | kiesett           | kiesett           | kiesett           |                       |                      |                   |                   |                   | 20.      |
| Franch Casadei   | Középsúly   | A       | erőnyerő                          | Gyáni János (HUN) · 0000–0200      | kiesett           | kiesett           | kiesett           |                       |                      |                   |                   |                   | 19.      |

## Sportlövészet
Nyílt
| Versenyző         | Versenyszám | Selejtező | Selejtező | Döntő   | Döntő    |
| Versenyző         | Versenyszám | Pont      | Helyezés  | Pont    | Helyezés |
| ----------------- | ----------- | --------- | --------- | ------- | -------- |
| Gian Nicola Berti | Trap        | 140       | 33.       | kiesett | kiesett  |
| Alfredo Valentini | Trap        | 140       | 33.       | kiesett | kiesett  |

## Súlyemelés
| Versenyző     | Versenyszám | Szakítás                 | Szakítás                 | Lökés    | Lökés    | Összesen | Helyezés |
| Versenyző     | Versenyszám | Eredmény                 | Helyezés                 | Eredmény | Helyezés | Összesen | Helyezés |
| ------------- | ----------- | ------------------------ | ------------------------ | -------- | -------- | -------- | -------- |
| Paolo Casadei | 67,5 kg     | érvényes kísérlet nélkül | érvényes kísérlet nélkül | kiesett  | kiesett  | kiesett  | kiesett  |

## Úszás
Férfi
| Versenyző    | Versenyszám | Előfutam | Előfutam | Előfutam | Döntő   | Döntő   | Döntő   | Helyezés |
| Versenyző    | Versenyszám | Idő      | Hely.    | Össz.    | Típus   | Idő     | Hely.   | Helyezés |
| ------------ | ----------- | -------- | -------- | -------- | ------- | ------- | ------- | -------- |
| Michele Piva | 100 m mell  | 1:13,94  | 1.       | 56.      | kiesett | kiesett | kiesett | kiesett  |
| Michele Piva | 50 m gyors  | 26,60    | 6.*      | 63.*     | kiesett | kiesett | kiesett | kiesett  |
| Michele Piva | 100 m gyors | 57,99    | 5.       | 69.      | kiesett | kiesett | kiesett | kiesett  |
| Filippo Piva | 100 m gyors | 58,39    | 6.       | 71.      | kiesett | kiesett | kiesett | kiesett  |
| Filippo Piva | 50 m gyors  | 26,96    | 4.       | 66.      | kiesett | kiesett | kiesett | kiesett  |
| Filippo Piva | 100 m hát   | 1:07,63  | 1.       | 48.      | kiesett | kiesett | kiesett | kiesett  |

* - egy másik versenyzővel azonos eredményt ért el

## Vitorlázás
Férfi
| Versenyző      | Versenyszám | Futam | Futam | Futam | Futam | Futam   | Futam | Futam | Pontszám | Helyezés |
| Versenyző      | Versenyszám | 1     | 2     | 3     | 4     | 5       | 6     | 7     | Pontszám | Helyezés |
| -------------- | ----------- | ----- | ----- | ----- | ----- | ------- | ----- | ----- | -------- | -------- |
| Giovanni Conti | Divízió II  | 39,0  | 42,0  | 47,0  | 45,0  | (52,0*) | 45,0  | 52,0* | 270,0    | 42.      |

* - nem ért célba